# Blazsek Sándor Hugó
Blazsek Sándor Hugó (Szászrégen, 1899. augusztus 6. – Kolozsvár, 1981. április 26.) erdélyi magyar lapszerkesztő, lapkiadó, gazdasági újságíró.

## Életpályája
A marosvásárhelyi Római Katolikus Főgimnáziumban érettségizett. Az olasz fronton harcolt az első világháborúban.

## Üzleti pályája
1920-ban alapította és szerkesztette a Műszaki Értesítő-t (Organ Industrial). Ez a lap 1924-től Bursa Automobilelor (Autó Tőzsde - Auto Börse) címmel és három nyelven jelent meg. A lap sikeres volt és széles körű érdeklődésre tett szert, ezért 1932-től a Román Motoklub hivatalos lapja is lett (Organ oficial al Moto-Clubului Roman).
Blazsek Sándor 1923 májusában egy újabb gazdasági szaklapot alapított: a Fierul-t (Vaskereskedők Szakközlönye-Eisenhandlers Zeitschrift).
Ennek a gazdasági kiadványnak tulajdonosa, kiadója és főszerkesztője volt egészen 1940. szeptember 13-ig, amikor a második bécsi döntés következményeként megtiltották a megjelenését. Addig ez a sajtótermék három nyelven, románul, magyarul és németül jelent meg. Blazsek Sándor ezeket a nyelveket anyanyelvi szinten beszélte. Sikeres érdekvédelmi tevékenysége révén ezt az időszakos kiadványt a Vas-, Gép-, Műszaki-, Acéláru- és Fémkereskedők Szindikátusának hivatalos orgánumaként fogadták el a Szindikátus egyik országos konferenciája alkalmával.
Igen sokrétű publicisztikai aktivitásának eredményeként még egy harmadik szaklapot is indított: az Orologiul-t, az órás és ékszerész kereskedők országos sajtó orgánumát. Mély nyomot hagyhatott a szakmában, mert még 1955-években is elismeréssel emlegették egyes órások ezt a lapot.
Mindhárom független sajtótermék harcosan képviselte az adott szakterület kiskereskedőinek érdekeit az akkori romániai bel- és külföldi nagyipar diktátumával szemben. Mindezeknek az országos jellegű lapoknak Romániában egyedülálló módon Kolozsváron volt a szerkesztősége és kiadóhivatala, de később Bukarestben is nyitott képviseleti irodát.
Ezeknek a fontos érdekképviseleti időszaki kiadványoknak a megjelenését Kolozsváron később sem engedélyezték, jóllehet nem voltak politikai jellegű sajtótermékek. A háború utáni kommunista rendszerváltás végképp elsodorta mindhárom lapnak a létét.
A szűkreszabott háborús viszonyok ellenére 1941-ben kiskereskedelmi jellegű marketing kiadványt szerkesztett és jelentetett meg: „Kolozsvári útmutató és beszerzési források“ címen.
Aktív kezdeményező kedvét még a nehéz háború utáni gazdasági helyzet ellenére sem vesztette el, pedig a magánkezdeményezéseknek határt szabtak a „szocializmus építésének“ elnyomó intézkedései. Az 1950-es években alapította a Munca manuala (Kézi Munka) elnevezésű szövetkezetet, amelynek keretében irodai tevékenységet végző vállalkozóknak sikerült átmenteniük vállalkozásukat. Az osztályharcos viszonyok lazulása folyamán irodai magánvállalkozóként dolgozott igen aktívan utolsó pillanatig, 1981-ben bekövetkezett haláláig.
Egy olyan magyar volt aki Trianon után is végig helytállt Erdélyben és soha sem volt megalkuvó.